# El moment de ballar
El moment de ballar (títol original en anglès, A Time to Dance) és un telefilm estatunidenc de 2016 dirigit per Mike Rohl. És protagonitzada per Jennie Garth i Dan Payne. Es va difondre originalment pel Hallmark Channel el 15 de maig de 2016, i s'ha emès per diferents països com al canal italià Rai 2. També s'ha doblat al català.